# Alain Nkossi Konda
Alain Nkossi Konda ist ein Produzent, Sänger und Songwriter. Nkossi steht in der Sprache Kikongo für „Löwe“. Geboren wurde er in der mittelafrikanischen Demokratischen Republik Kongo und wuchs dann in New York City auf. Alain Nkossi Konda lebt in Immenstadt.
Alain Nkossi Konda bezeichnet seine Musik als „21st Century Tri-Cultural Pop“. Seine Stücke – ein Mix aus Funk, Soukous, Reggae und Pop – sind in der Regel mindestens dreisprachig. Die Texte bedienen sich meist der Sprachen Englisch, Lingala (eine afrikanische Sprache) und Französisch.
Mit Förderung seines als Diplomat für ein Entwicklungsprogramm der UNO arbeitenden Vaters, begann Alain Nkossi Konda im jugendlichen Alter zu singen. 1998 veröffentlichte er sein erstes Album „Adiyoyo Mona Lisa“. Ein Jahr später war er der erste Künstler, den Harry Belafonte für seine neue Firma Niger Records/Palm Pictures (in Zusammenarbeit mit Island Records-Gründer Chris Blackwell) unter Vertrag nahm.
Im Frühjahr 2001 gründeten Konda und sein Partner Jim Savitt unter dem Namen „Afrikool“ eine eigene Produktionsfirma, mit der der kulturelle Austausch zwischen afrikanischen, amerikanischen und europäischen Künstlern gefördert werden sollte. Konda schrieb zahlreiche Lieder und wurde Co-Produzent von „World Voice 2002“, einem Projekt, das in Zusammenarbeit mit dem Promoter Rick Garson entstand. Auf dem „Spoken Word“-Album waren Künstler wie Britney Spears, *NSYNC und Aerosmith zu hören, die Gebete von Papst Johannes Paul II. vortrugen.
Konda nahm an Songwriting-Wettbewerben in den USA und Großbritannien teil und wurde im Rahmen des John Lennon Songwriting Contests und des Unisong International Songwritingcontests ausgezeichnet. Er steuerte eine Coverversion von „I Want To Be Your Boyfriend“ der Ramones Tribute Compilation „All Good Cretins Go To Heaven“ bei, die im März 2005 erschien. Er übernahm die Vorproduktion und die Arrangements für „Live Your Dream, the official 2005 World Nordic Championship“ und produzierte im selben Jahr das Bob Marley Tributealbum „A Timeless Vibrations“. Zu den weiteren Alben, an denen Konda mitarbeitete, zählen „Valley of Ethnic Dreams“, „21st Century Storytellers“, „Reggae/Ragga Dreams“ und „My Storm“.

## Diskografie
- 1998 Adiyoyoyo Mona Lisa
- 2002 Africa-pella
- 2005 AfroClub Mixes Vol.1
- 2007 Nostalgia 3C1S1V
- 2008 Visions of Africapella